# ジャンフランコ・デットーリ
ジャンフランコ・デットーリ（Gianfranco Dettori、1941年4月25日 - ）はイタリア競馬の元騎手。
現在のサルデーニャ州のセッラマンナ生まれ。現役中にイタリアリーディングジョッキーを13回獲得。
多くのイタリアの主要レースを勝っただけでなく、1975年と76年のクラシック2000ギニーや1976年のベンソン・アンド・ヘッジゴールドカップやエクリプスステークスに勝つなどイギリスでも活躍した。
日本では、ジャパンカップに騎乗するため、1982年スカウティングミラー（12着）、1983年チェリオルーフォ（8着）と来日歴がある。
息子に同じく騎手のランフランコ・デットーリがいる。